# Фільтраційні властивості гірських порід

Фільтраційні властивості гірських порід (рос. фильтрационные свойства горных пород, англ. filtrating properties of rocks; нім. Filtrationseigenschaften f pl der Gesteine) – властивості,  що характеризують проникність гірських порід, тобто їх здатність пропускати через себе (фільтрувати)  флюїди (рідини, гази і їх суміші) при наявності на шляху фільтрації перепаду тиску. 
Показники Ф.в.г.п.:
- – коеф. фільтрації Кф (характеризує проникність породи для певного флюїду і тому залежить від властивостей обох). Кф чисельно дорівнює лінійній швидкості фільтрації певного флюїду при гідравлічному ґрадієнті, що дорівнює одиниці; вимірюється в м/с, на практиці – в м/добу.
- Коефіцієнт проникності Кп (залежить тільки від властивостей гірських порід: Кф = Кп γ/η, де  γ - густина, а  η - динамічна в’язкість флюїду. Кп чисельно дорівнює об’ємним витратам флюїду з динамічною в’язкістю, що дорівнює 1, який проходить через одиницю поверхні перетину при одиничному перепаді тиску на одиницю шляху фільтрації; вимірюється в м2, на практиці – в дарсі.